# Classique hivernale de la LNH 2017
Match précédent Match suivant
L'édition 2017 est la neuvième édition de la Classique hivernale de la LNH, en anglais : 2017 NHL Winter Classic, une partie annuelle de hockey sur glace disputée à l’extérieur en Amérique du Nord. La partie oppose les Blues de Saint-Louis et les Blackhawks de Chicago, le 2 janvier 2017. Généralement disputée un 1er janvier, cette partie est déplacée car ce jour-là se joue la Classique du centenaire de la LNH entre les Maple Leafs de Toronto et les Red Wings de Détroit.

## Effectifs
| No | Joueur              | Position      |
| -- | ------------------- | ------------- |
| 2  | Duncan Keith        | Défenseur     |
| 4  | Niklas Hjalmarsson  | Défenseur     |
| 6  | Michal Kempný       | Défenseur     |
| 7  | Brent Seabrook      | Défenseur     |
| 11 | Andrew Desjardins   | Ailier gauche |
| 14 | Richard Panik       | Ailier gauche |
| 15 | Artem Anisimov      | Centre        |
| 19 | Jonathan Toews      | Centre        |
| 22 | Jordin Tootoo       | Ailier droit  |
| 33 | Scott Darling       | Gardien       |
| 38 | Ryan Hartman        | Ailier droit  |
| 48 | Vince Hinostroza    | Centre        |
| 50 | Corey Crawford      | Gardien       |
| 51 | Bryan Campbell      | Défenseur     |
| 57 | Trevor van Riemsdyk | Défenseur     |
| 64 | Tyler Motte         | Centre        |
| 67 | Tanner Kero         | Centre        |
| 70 | Dennis Rasmussen    | Centre        |
| 72 | Artemi Panarine     | Ailier gauche |
| 88 | Patrick Kane        | Ailier droit  |

| No | Joueur              | Position      |
| -- | ------------------- | ------------- |
| 4  | Carl Gunnarsson     | Défenseur     |
| 6  | Joel Edmundson      | Défenseur     |
| 10 | Scottie Upshall     | Ailier droit  |
| 12 | Jori Lehterä        | Centre        |
| 15 | Robby Fabbri        | Centre        |
| 17 | Jaden Schwartz      | Centre        |
| 19 | Jay Bouwmeester     | Défenseur     |
| 20 | Alexander Steen     | Ailier gauche |
| 21 | Patrik Berglund     | Centre        |
| 22 | Kevin Shattenkirk   | Défenseur     |
| 23 | Dmitrij Jaskin      | Ailier droit  |
| 26 | Paul Stastny        | Centre        |
| 27 | Alex Pietrangelo    | Défenseur     |
| 28 | Kyle Brodziak       | Centre        |
| 34 | Jake Allen          | Gardien       |
| 40 | Carter Hutton       | Gardien       |
| 55 | Colton Parayko      | Défenseur     |
| 57 | David Perron        | Ailier gauche |
| 75 | Ryan Reaves         | Ailier droit  |
| 91 | Vladimir Tarassenko | Ailier droit  |

## Feuille de match
| 2 janvier 2017 | Saint-Louis | 4-1 (0-1, 1-0, 3-0) | Chicago | Busch Stadium 46 556 spectateurs |

| Feuille de match | Feuille de match | Feuille de match    | Feuille de match                              | Feuille de match                                          |
| ---------------- | --- | ------------------- | --------------------------------------------- | --------------------------------------------------------- |
|                  | P. Berglund (J. Bouwmeester, A. Steen) — 27 min 45 s V. Tarassenko (R. Fabbri) — 12 min 5 s V. Tarassenko (J. Lehterä, R. Fabbri) — 13 min 58 s A. Steen — 18 min 46 s (CV) | 0-1 1-1 2-1 3-1 4-1 | M. Kempný (A. Panarine, D. Keith) — 1 min 2 s | Arbitrage : Brad Watson Tim Peel Darren Gibbs Mark Wieler |
| Corey Crawford   | Gardiens | Jake Allen          |                                               | Arbitrage : Brad Watson Tim Peel Darren Gibbs Mark Wieler |
| 6 min            | Pénalités | 8 min               |                                               | Arbitrage : Brad Watson Tim Peel Darren Gibbs Mark Wieler |
| 35               | Tirs | 23                  |                                               | Arbitrage : Brad Watson Tim Peel Darren Gibbs Mark Wieler |

## Match des anciens
| 31 décembre 2016 | Saint-Louis | 8-7 | Chicago | Busch Stadium 40 128 spectateurs |